# Odu
Existem dezesseis odu maiores no corpo literário Odù Ifá ('livros').  Combinados, resultam num total de 256 odu, acreditando-se referirem a todas as situações, circunstâncias, ações e consequências na vida.  Constituem a base do conhecimento tradicional espiritual e todos os sistemas de adivinhação iorubá.
Odu é um conceito do culto de Ifá também usado no candomblé, interpretado no merindilogum, na caida de búzios.
A palavra odu vem da língua iorubá e significa destino.  Cada homem (ser) possui o seu destino que se assemelha a de outros mas sempre com alguma particularidade.  Para esse estudo são usadas diversas técnicas ou métodos oraculares, como por exemplo o merindilogum, o opelé-ifá, o iquim, etc.
O Culto de Ifá por costume é feito por homens, chamados babalaô, diferente dos cultos realizados no Candomblé que são praticados por homens Babalorixá e mulheres Ialorixá.  Quando alguém quer cuidar de seu Orixá procura um Babalorixá ou Ialorixá, mas quando é para tratar de seu equilíbrio enquanto Ser, procura um babalaô que o fará pelos caminhos de Odu.
A consulta através dos Odus pode ser interpretado pelo Oráculo de Ifá, com os Odu Meji (duplos destinos ou repetidos duas vezes) são em número de 16 e conhecidos como Odu Originais ou Principais. 
No sistema Ifá, que é o sistema de adivinhação iorubá, os 16 odus são os caminhos da vida. Cada pessoa tem o seu caminho revelado por Ifá através do Odu. 
O sistema geomântico usa 16 conchas, ou grãos, ou cocos, conforme a região. A forma de lançar os búzios possibilita 256 combinações ou figuras, e para cada uma delas existem versos (itãs) que são decorados pelo babalaô. O sistema, hereditário, exige longo aprendizado e provas.
Os 16 odu originais ou principais, seus nomes, representação em Ifá, ordem de chegada no Aiê (Terra) e ordem de caída para consulta ao Oráculo.

## Caída de Búzios

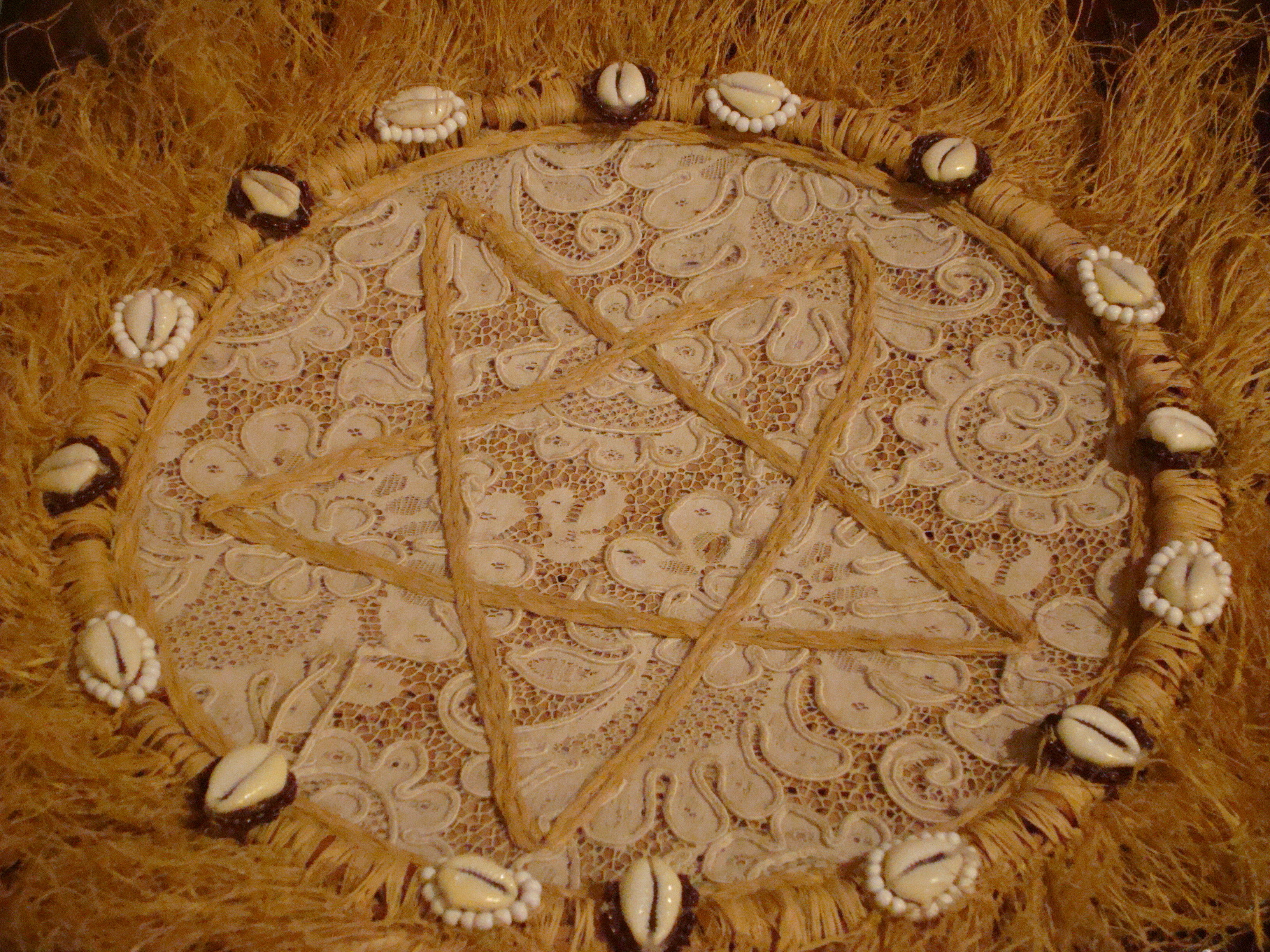
Opom merindilogum

1. Um búzio aberto - Ocarã
2. Dois búzios abertos - Ejiocô
3. Três búzios abertos - Etaogundá
4. Quatro búzios abertos - Irossum
5. Cinco búzios abertos - Oxê
6. Seis búzios abertos - Obará
7. Sete búzios abertos - Odi
8. Oito búzios abertos - Ejionilê
9. Nove búzios abertos - Ossá
10. Dez búzios abertos - Ofum
11. Onze búzios abertos - Ouarim
12. Doze búzios abertos - Ejilaxeborá
13. Treze búzios abertos - Ejilobom
14. Quatorze búzios abertos - Icá
15. Quinze búzios abertos - Obeogundá
16. Dezesseis búzios abertos - Ejibê